# Scutul ocular

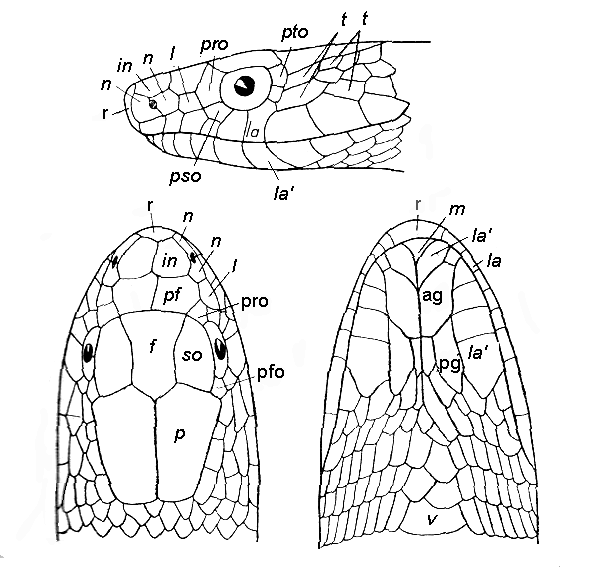
Terminologia scuturilor capului la șarpele Coluber ventromaculatus (după Malcolm A. Smith, 1943). Sus – aspect lateral, jos, în stânga – aspect dorsal, jos, în dreapta - aspect ventral
ag – Inframaxilar anterior,
f – Frontal,
in – Internazal,
l – Loreal,
la – Supralabial,
la' – Sublabial,
m – Mental,
n – Nazal,
p – Parietal,
pf – Prefrontal,
pg – Inframaxilar posterior,
pro – Preocular,
pso – Subocular,
pto – Postocular,
r – Rostral,
so – Supraocular,
t – Temporal,
v – Primul ventral

Scuturile oculare (Scutum oculare, pl. Scuta ocularia) sunt solzii șerpilor care înconjoară ochiul din toate părțile. Se deosebesc 4 scuturi oculare: preocular, supraocular, postocular, subocular. Scuturile perioculare includ numai 3 scuturi oculare: preoculare, suboculare și postoculare (în care nu intră supraocularele ce aparțin plăcilor cefalice). Când scuturile perioculare sunt dispuse într-un singur rând sau în mai multe (ca în cazul viperelor) se socotește numărul total de scuturi perioculare (în care nu intră supraocularele). Când un scut supralabial atinge ochiul se admite că nu există scutul subocular. 
- Scuturile preoculare sau preocularele (Scuta praeocularia) sunt situate simetric pe laturile capului și mărginesc partea anterioară a ochiului. Superior, preocularul este în contact cu marginea anterioară a scutului supraocular și/sau cu scutul prefrontal, excepțional cu scutul frontal. Inferior, preocularul se află în contact cu partea superioară a scuturilor supralabiale și, eventual, cu un scut subocular. Anterior, preocularul poate fi în contact cu scutul loreal când acesta există sau cu scutul nazal în absența lorealului. Pe fiecare latură a capului există unul sau două scuturi preoculare (rar mai multe scuturi preoculare), dispuse unul sub altul.
- Scuturile suboculare sau subocularele (Scuta subocularia) sunt situate simetric pe laturile capului și mărginesc partea inferioară a ochiului. Ele separă ochiul de scuturile supralabiale.  Ele pot fi în contact cu scuturile preoculare sau cu scuturile postoculare. Scuturile suboculare pot fi dispuse pe un singur rând, sau parțial dublu, sau pe două rânduri.
- Scuturile postoculare sau postocularele (Scuta postocularia) sunt situate simetric pe laturile capului în spatele ochiului între scuturile supraoculare și scuturile supralabiale. Ele separă ochiul de scuturile temporale. Superior, ele sunt în contact cu scutul supraocular și scutul parietal. Inferior, ele sunt în contact cu scuturile supralabiale și eventual cu un scut subocular. Postocularele sunt prin marginea lor posterioară în contact cu scuturile temporale. Anterior ele mărginesc partea posterioară a ochiului. Pot fi mai multe scuturi postoculare situate unul sub altul.
- Scuturile supraoculare sau supraocularele (Scuta supraocularia) sunt situate simetric pe parte superioară a capului, deasupra ochiului pe care îl mărginesc. Medial supraocularul este în contact cu scutul frontal, posterior cu scutul parietal, anterior cu scutul prefrontal, inferior cu scutul preocular, ochiul și scutul postocular.